# Trương Gia Dịch
Trương Gia Dịch (sinh ngày 8 tháng 4 năm 1970) là diễn viên điện ảnh và truyền hình Trung Quốc. Ông là "Thị đế tam đại" (tức người đạt Thị đế ở cả 3 giải thưởng truyền hình danh giá Phi thiên, Bạch Ngọc Lan, Kim Ưng) thứ 4 của Trung Quốc sau Vương Chí Văn, Trương Quốc Lập và Tôn Hồng Lôi. Ông cũng là người giữ kỉ lục 6 lần được đề cử Thị đế Bạch Ngọc Lan và đã thắng 2 lần (2011 & 2013).
Hiện là diễn viên tại Studio phim Tây An. Sinh ra ở Tây An, tỉnh Thiểm Tây, Trương Gia Dịch thường thủ vai người đàn ông tốt bụng gặp vấn đề trong hôn nhân, chẳng hạn như Giang Kiến Bình và Tây Bắc Hán trong bộ phim truyền hình Bán Lộ Phu Thê.
Năm 1990, anh đóng vai chính trong phim điện ảnh đầu tay Đồng hồ ma thuật . Năm 1995, diễn vai chính trong bộ phim truyền hình Đạo bắc nhân đóng vai Trương Kiến Quốc . Năm 2009, anh trở nên nổi tiếng với vai diễn Tống Tư Minh trong bộ phim truyền hình Lều tranh. Năm 2011, với vai diễn trong phim Tá thương anh giành được giải Nam diễn viên xuất sắc nhất Bạch Ngọc Lan . Năm 2013, với màn trình diễn nổi bật trong Phù Trầm, anh giành giải Nam diễn viên xuất sắc nhất Bạch Ngọc Lan ; Cùng năm, với các vai diễn trong các phim Cảnh sát thị trấn Doanh Bàn, Vách đá, Tâm thuật và Phù trầm anh giành giải Nam diễn viên xuất sắc tại Lễ trao giải Phi thiên lần thứ 29 .
Năm 2014, diễn chính trong bộ phim tình cảm thời trang đô thị Nhất phó Nhị chủ , diễn vai chính trong bộ phim tình cảm Gia Môn Nhân. Ngày 12 tháng 10, với vai diễn trong bộ phim truyền hình Cảnh sát thị trấn Doanh Bàn anh giành được giải diễn viên được yêu thích nhất và diễn viên nổi tiếng nhất tại Liên hoan phim truyền hình Kim Ưng Trung Quốc lần thứ 27 . Năm 2016, diễn vai chính trong bộ phim công nghiệp y khoa Bác sĩ khoa cấp cứu  và phim điện ảnh Tôi không phải Phan Kim Liên.
Năm 2017, trong phim truyền hình Bạch Lộc Nguyên-Trương Gia Dịch đảm nhiệm vai trò nam chính và kiêm luôn vai trò giám đốc nghệ thuật, phát sóng vào ngày 10 tháng 5 , cùng năm, anh được trao danh hiệu Người Tuyên truyền chống lừa đảo .
Cuối năm 2020, Trương Gia Dịch đổi nghệ danh thành Trương Gia Ích (张嘉益).

## Sự nghiệp

### Bước đầu sự nghiệp
Từng là khách mời của Viện biểu diễn ca vũ kịch Thiểm Tây. Năm 1987, sau khi tốt nghiệp trung học, anh từng thi vào trường thể thao và tập luyện đấu vật, sau đó anh được nhận vào Học viện Hý kịch Thượng Hải và Học viện Điện ảnh Bắc Kinh, cuối cùng anh chọn vào học khoa diễn xuất của Học viện Điện ảnh Bắc Kinh . Năm 1991,Trương Gia Dịch tốt nghiệp đại học và được chỉ định về quê hương để vào Studio phim Tây An .

### Kinh nghiệm diễn xuất
Năm 1995, Trương Gia Dịch và Hồ Á Tiệp hợp tác trong bộ phim truyền hình Đạo Bắc Nhân đóng vai chính Trương Kiến Quốc .
Năm 2000, anh trở lại Bắc Kinh từ Tây An, năm 2001, anh đóng vai bác sĩ Ngô Thiên Vân trong bộ phim truyền hình Bác sĩ Mạt Mễ Nhĩ.
Năm 2004, Trương Gia Dịch tham gia diễn xuất trong bộ phim truyền hình Sứ mệnh quốc gia . Sau đó, anh tham diễn trong bộ phim Sứ mệnh do Hà Quần đạo diễn, và sau đó hợp tác loạt phim truyền hình Nhiệm vụ thiêng liêng và Im lặng.
Tháng 11 năm 2006, anh tham gia vào bộ phim truyền hình Bán Lộ Phu Thê với vai diễn cảnh sát Giang Kiến Bình .
Năm 2007, anh đóng vai chính trong bộ phim truyền hình Hình Tượng Quốc Gia thủ vai cảnh sát Triệu Cương-người đứng đầu đội ngũ năm người bộ phận trật tự công cộng .
Tháng 11 năm 2009, Trương Gia Dịch với Hải Thanh, Văn Chương đóng vai chính trong bộ phim truyền hình Lều tranh, phim phản ánh sự khác biệt và khiến những người bình thường trải qua cuộc sống đô thị khó khăn trong bối cảnh giá nhà đất tăng cao, liên quan đến "Nợ thế chấp nhà", "Quan chức tham nhũng" và "Tình nhân" những suy nghĩ sâu sắc về các hiện tượng xã hội. Trương Gia Dịch trở nên nổi tiếng với nhân vật gây tranh cãi "Tống Tư Minh" .

## Cuộc sống cá nhân
Trương Gia Dịch từng kết hôn với một nữ diễn viên tên Đỗ Quân nhưng sau đó hai người li hôn. Vợ của Trương Gia Dịch hiện tại là Vương Hải Yến cũng là một diễn viên. Năm 2004, cả hai gặp và yêu nhau khi hợp tác trong bộ phim truyền hình Sứ Mệnh Quốc Gia và kết hôn vào năm 2007. Con gái của họ được sinh vào tháng 9 năm 2010 .

## Phim

### Phim truyền hình
| Năm            | Tên gốc                             | Tên                                             | Vai                                                         | Ghi chú                                              |
| 1990           | 聂荣臻                              | Nhiếp Vinh Trăn                                 | Nhiếp Vinh Trăn                                             |                                                      |
| 1994           | 爱又如何                            | Thế Nào Là Tình Yêu                             |                                                             |                                                      |
| 1995           | 道北人                              | Đạo Bắc Nhân                                    | Trương Kiến Quốc                                            | Tên khác: Đính tội                                   |
| 1997           | 火线对峙                            | Hỏa Tuyến Đối Trĩ                               | Trương Học Lương                                            |                                                      |
| 1997           | 老房子                              | Ngôi Nhà Cũ                                     | Từ Hạo                                                      |                                                      |
| 1997           | 好人难当                            | Khó Khăn Của Người Tốt                          | Lưu Đông Hải                                                |                                                      |
| 1998           | 表演系的故事                        | Câu Chuyện Diễn Xuất                            | Lý Binh                                                     | Kiêm điều hành đạo diễn                              |
| 1999           | 毕业生                              | Tốt Nghiệp                                      | Dương Tử Giang                                              |                                                      |
| 2000           | 前世今生                            | Tiền Thế Kim Sinh                               | Tô Vân Phi, Chu Học Binh                                    |                                                      |
| 2001           | 帕米尔医生                          | Bác sĩ Mạt Mễ Nhĩ                               | Ngô Thiên Vân                                               |                                                      |
| 2002           | 干部                                | Cán Bộ                                          | Bách Sâm Lâm                                                |                                                      |
| 2002           | 不觉流水年长                        | Bất giác nước chảy lớn                          | Tôn Bảo Minh                                                |                                                      |
| 2002           | 照亮灵魂的阳光                      | Chiếu Sáng Linh Hồn Ánh Mặt Trời                | Cao Vũ                                                      |                                                      |
| 2002           | 阳光代表                            | Dương Quang đại biểu                            | Ngô Thư Điền                                                |                                                      |
| 2002           | 立案侦查                            | Điều Tra Hồ Sơ                                  | Nhâm Quý Xương                                              |                                                      |
| 2003           | 萍踪侠影                            | Bình Tung Hiệp Ảnh                              | Trương Phong Phủ                                            |                                                      |
| 2003           | 天下第一楼                          | Thiên Hạ Đệ Nhất Lâu                            | Thụy Anh                                                    |                                                      |
| 2003           | 真相的背后                          | Đằng Sau Sự Thật                                | Trương Tiểu Long                                            | Tên khác: Tòa án quyết định                          |
| 2003           | 变脸                                | Biến Kiểm                                       | Tề Minh Tuyên                                               |                                                      |
| 2004           | 国家使命                            | Sứ Mệnh Quốc Gia                                | Tống Triêu                                                  |                                                      |
| 2004           | 使命                                | Nhiệm Vụ                                        | Lâm Ấm                                                      |                                                      |
| 2004           | 24小时警事                          | Cảnh Sát 24 Giờ                                 | Trần Dịch Danh                                              |                                                      |
| 2004           | 探长欧光慈                          | Thanh tra Âu Quang Từ                           | Hồ Tiểu Đao                                                 |                                                      |
| 2005           | 半路夫妻                            | Bán Lộ Phu Thê                                  | Giang Kiến Bình                                             |                                                      |
| 2005           | 生死劫                              | Sinh Tử Kiếp                                    | Viên Mục Dã                                                 |                                                      |
| 2005           | 天下第一媒婆                        | Thiên Hạ Đệ Nhất Mai Mối                        | Trịnh Vạn Quân                                              |                                                      |
| 2005           | 农民代表                            | Đại Diện Nông Dân                               | Từ Minh Viễn                                                |                                                      |
| 2005           | 温暖                                | Ôn Noãn                                         | Nghiêm Chí Quốc                                             |                                                      |
| 2006           | 为爱结婚                            | Kết Hôn Vì Yêu                                  | Chúc Diên Phong                                             |                                                      |
| 2006           | 双枪李向阳                          | Song thương Lý Hương Dương                      | Lý Hướng Dương                                              |                                                      |
| 2006           | 五号特工组                          | Mật Vụ Số 5                                     | Lưu Đào                                                     |                                                      |
| 2006           | 女人心事                            | Tâm Sự Của Phụ Nữ                               | Vưu Vĩ                                                      |                                                      |
| 2006           | 肇事追踪                            | Triệu Sự Truy Tung                              | Đường Quốc Đống                                             |                                                      |
| 2006           | 妻室儿女                            | Vợ Và Con Gái                                   | Kim Thuấn Kỳ                                                |                                                      |
| 2006           | 好好过日子                          | Sống tốt                                        | Trần Tư Vĩ                                                  |                                                      |
| 2007           | 你有权保持沉默                      | Quyền Giữ Im Lặng                               | Cổ Trung Thách                                              |                                                      |
| 2007           | 没有子弹                            | Không Có Đạn                                    | Tang Tuấn Lĩnh                                              |                                                      |
| 2007           | 前妻回家                            | Vợ Cũ Về Nhà                                    | Lý Tưởng                                                    |                                                      |
| 2007           | 我是太阳                            | Tôi Là Mặt Trời                                 | Bàng Nhược Phi                                              |                                                      |
| 2007           | 婚姻背后                            | Đằng Sau Hôn Nhân                               | Tô Tần                                                      |                                                      |
| 2007           | 国家形象                            | Hình Tượng Quốc Gia                             | Triệu Cương                                                 |                                                      |
| 2007           | 百年荣宝                            | Bách Niên Vinh Bảo                              | Trương Ấu Lâm                                               | Tên khác: Bách niên vinh bảo trai                    |
| 2008           | 大商道                              | Đại Thương Đạo                                  | Hà Thiên Bảo                                                |                                                      |
| 2008           | 秘密列车                            | Bí Mật Liệt Xa                                  | Trịnh Cúc Thôn                                              |                                                      |
| 2008           | 大生活                              | Đại Sinh Hoạt                                   | Cao Minh                                                    |                                                      |
| 2008           | 军医                                | Quân Y                                          | Sư trưởng Trương                                            |                                                      |
| 2008           | 蜗居                                | Lều Tranh                                       | Tống Tư Minh                                                |                                                      |
| 2009           | 神圣使命                            | Nhiệm Vụ Thiêng Liêng                           | Mã Kỳ Minh                                                  |                                                      |
| 2009           | 我是业主                            | Tôi Là Chủ Nhân                                 | Phương Đông Húc                                             |                                                      |
| 2010           | 沉默                                | Im Lặng                                         | Lâm Ấm                                                      | Tên khác: Nhiệm vụ chống lại cái xấu 2               |
| 2010           | 鲜花朵朵                            | Hoa Tươi                                        | Đổng Lương Thần                                             |                                                      |
| 2010           | 瞧这一家子                          | Tiều Gia Nhất Gia Tử                            | Lưu Lập Thành                                               |                                                      |
| 2010           | 你是我兄弟                          | Chúng Ta Là Anh Em                              | Mã Học Vũ                                                   |                                                      |
| 2010           | 告密者                              | Người Đưa Tin                                   | Đỗ Thịnh Khuê                                               |                                                      |
| 2011           | 借枪                                | Tá Thương                                       | Hùng Khoát Hải                                              |                                                      |
| 2011           | 双枪李向阳之再战松井                | Song Thương Lý Hướng Dương: Tái chiến Tùng Tỉnh | Lý Hướng Dương                                              |                                                      |
| 2011           | 请你原谅我                          | Xin Hãy Tha Thứ Cho Tôi                         | Trương Ức                                                   |                                                      |
| 2011           | 下海                                | Dưới Biển                                       | Trần Chí Bình                                               |                                                      |
| 2012           | 悬崖                                | Vách Đá                                         | Chu Ất                                                      | Kiêm Giám đốc nghệ thuật                             |
| 2012           | 雪狼谷                              | Tuyết Lang Cốc                                  | Hác Quốc Chính                                              |                                                      |
| 2012           | 心术                                | Tâm Thuật                                       | Lưu Thần Hi                                                 |                                                      |
| 2012           | 浮沉                                | Phù Trầm                                        | Vương Quý Lâm                                               |                                                      |
| 2012           | 营盘镇警事                          | Cảnh sát thị trấn Doanh Bàn                     | Phạm Đảng Dục                                               |                                                      |
| 2014           | 结婚的秘密                          | Bí mật kết hôn                                  | Quan Hạo Thiên                                              |                                                      |
| 2014           | 一仆二主                            | Nhất phó Nhị chủ                                | Dương Thụ                                                   | Kiêm Giám đốc nghệ thuật                             |
| 2014           | 历史转折中的邓小平                  | Đặng Tiểu Bình ở ngã tư lịch sử                 | Tập Trọng Huân                                              |                                                      |
| 2014           | 爷们儿                              | Gia môn nhân                                    | Lý Quốc Sinh                                                |                                                      |
| 2014           | 四十九日·祭                         | Lễ cúng 49 ngày                                 | Pháp Bì                                                     |                                                      |
| 2014           | 花红花火                            | Hoa Hồng Hoa Hỏa                                | Thẩm Gia Môn                                                | Khách mời                                            |
| 2015           | 大清盐商                            | Thương gia kỳ tài                               | Uông Triêu Tông                                             |                                                      |
| 2015           | 敢爱                                | Dám yêu                                         | Đại Ngạc                                                    | Khách mời                                            |
| 2015           | 为爱坚守                            | Vi ái kiên thủ                                  | Lương Thiên                                                 | Khách mời Tên gốc: Thê tử bất thiết phòng            |
| 2015           | 后海不是海                          | Sau biển không phải là biển                     | Thạch Mặc                                                   | Kiêm Giám đốc nghệ thuật                             |
| 2015           | 幸福的方向                          | Phương hướng hạng phúc                          | Thị trưởng Tô                                               | Tên khác: Hạnh phúc song hoàng tuyến                 |
| 2015           | 老婆大人是80后                      | My Wife is Born After the 80s / Pretty Wife     | Đổng Tĩnh Huy                                               | Khách mời                                            |
| 2015           | 乱世书香                            | Loạn thế thư hương                              | Từ Giản Bác                                                 |                                                      |
| 2015           | 少帅                                | Thiếu soái                                      | Lý Đại Chiêu                                                |                                                      |
| 2016           | 生死黎平                            | Sinh tử Lê Bình                                 | Đường Quốc Huân                                             |                                                      |
| 2016           | 红旗漫卷西风                        | Hồng Kỳ mạn quyển tây phong                     | Trình Mộ Hiền                                               | Khách mời                                            |
| 2017           | 白鹿原                              | Bạch Lộc Nguyên                                 | Bạch Gia Hiên                                               | Kiêm Giám đốc nghệ thuật                             |
| 2017           | 卧底归来                            | Nằm vùng trở về                                 | Phòng Khánh Long                                            |                                                      |
| 2017           | 急诊科医生                          | Bác sĩ khoa cấp cứu                             | Hà Kiến Nhất                                                |                                                      |
| 2017           | 猎场                                | Trường săn                                      | Khúc Mân Kinh                                               | Khách mời                                            |
| 2017           | 我的！体育老师                      | Giáo viên thể dục của tôi                       | Mã Khắc                                                     |                                                      |
| 2017           | 生逢灿烂的日子                      | Sinh phùng xán lạn đích nhật tử                 | Quách Tiểu Hải (Lão nhị)                                    |                                                      |
| 2018           | 美好生活                            | Cuộc sống tươi đẹp                              | Từ Thiên                                                    | Kiêm Giám đốc nghệ thuật                             |
| 2019           | 小幸福                              | Hạnh phúc nhỏ nhoi                              | Sử Cường                                                    | Khách mời                                            |
| 2019           | 九州缥缈录                          | Cửu Châu Phiêu Miểu Lục                         | Bách Lý Cảnh Hồng                                           | Khách mời                                            |
| 2019           | 少年派                              | Thiếu niên phái                                 | Lâm Đại Vi                                                  |                                                      |
| 2019           | 河山                                | Núi sông                                        | Giản Tú Chương                                              | Khách mời                                            |
| 2020           | 装台                                | Trang Đài                                       | Diêu Đại Thuận                                              | Kiêm Giám đốc nghệ thuật                             |
| 2020           | 在一起                              | Cùng nhau                                       | Trương Hán Thanh                                            |                                                      |
| 2021           | 山海情                              | Sơn hải tình                                    | Mã Hồ Thủy                                                  | Khách mời đặc biệt                                   |
| 2021           | 对你的爱很美                        | Đối với anh tình yêu của em rất đẹp             | Vương Đại Sơn                                               | Kiêm Giám đốc nghệ thuật Tên khác: Tình yêu thật đẹp |
|                | 花开如梦                            | Hoa khai như mộng                               | Mạnh Vũ Nông                                                |                                                      |
| 大叔与少年     | Đại thúc và Thiếu niên              | Dương Kim Cương                                 |                                                             |                                                      |
| 安娜的爱人     | Người yêu của An Na                 | Lâm Phụ                                         | Khách mời                                                   |                                                      |
| 少年派2•青春派 | Thiếu niên phái 2 • Thanh xuân phái | Lâm Đại Vỹ                                      |                                                             |                                                      |
| 大唐狄公案     | Đại đường địch công án              | Trường Tôn Thanh                                | Khách mời đặc biệt Kiêm Giám đốc nghệ thuật và nhà sản xuất |                                                      |

### Điện ảnh
| Năm  | Tên gốc          | Tên                           | Vai                     | Ghi chú |
| 1990 | 魔表             | Đồng hồ ma thuật              | Đại Khang Bác Tư        |         |
| 1991 | 遭遇激情         | Tao ngộ kịch tình             | Đường Đạt Hiến          |         |
| 1992 | 残酷的夏日       | Ngày hè tàn khốc              | Quốc Vinh               |         |
| 1992 | 人猴大裂变       | Nhân hầu đại liệt biến        | Chấn Bình               |         |
| 1994 | 头发乱了         | Đầu tóc rối loạn              | Dương Cao               |         |
| 1994 | 背靠背脸对脸     | Bối Kháo Bối, Kiểm Đối Kiểm   | Thạch Kinh Lý           |         |
| 1996 | 爸爸，你别骗我   | Cha, Đừng nói dối             | Sinh viên đại học       |         |
| 1997 | 埋伏             | Phục kích                     | Dương Cao               |         |
| 1997 | 背起爸爸上学     | Đón cha đi học                | Giáo viên Cao           |         |
| 1997 | 给太太打工       | Làm việc cho vợ tôi           | Trần Thiệu Vũ           |         |
| 1997 | 超导             | Siêu dẫn                      | Cát Kinh Lý             |         |
| 1999 | 澳门儿女         | Trẻ em Macao                  | Lý Phàm Đinh            |         |
| 2000 | 睡不着           | Không ngủ được                | Giám đốc Lý             |         |
| 2000 | 危险关系         | Mối quan hệ nguy hiểm         | Lý Duệ                  |         |
| 2001 | 李秋实           | Lý Thu Thật                   | Vương Chí Thành         |         |
| 2001 | 平原枪声         | Bình nguyên thương thanh      | Trịnh Kính Chi          |         |
| 2001 | 高原如梦         | Cao nguyên như mộng           | Người hướng dẫn         |         |
| 2005 | 心急吃不了热豆腐 | Tôi không thể ăn đậu phụ nóng | Dã Lang                 |         |
| 2007 | 冯志远           | Phùng Chí Viễn                | Phùng Chí Viễn          |         |
| 2008 | 左右             | Tả hữu                        | Tiêu Lộ                 |         |
| 2009 | 夜·店            | Dạ điếm                       | Kẻ cướp                 |         |
| 2010 | 日照重庆         | Nhật Chiếu Trùng Khánh        | Lưu Thành               |         |
| 2011 | 建党伟业         | Kiến Đảng Vĩ Nghiệp           | Lý Đại Chiêu            |         |
| 2011 | 失恋33天         | Thất tình 33 ngày             | Đại Lão Vương           |         |
| 2012 | 三个未婚妈妈     | Ba bà mẹ đơn thân             | Lưu Nhị Bưu             |         |
| 2013 | 愤怒的小孩       | Trẻ con tức giận              | Tôn Kiến Nghiệp         |         |
| 2013 | 天注定           | Chạm vào tội ác               | Người yêu của Tiểu Ngọc |         |
| 2014 | 归来             | Trở về                        | Bác sĩ Đái              |         |
| 2014 | 黄金时代         | Thời đại hoàng kim            | Châu Kình Văn           |         |
| 2014 | 太平轮           | 1949                          |                         |         |
| 2016 | 我不是潘金莲     | Tôi không phải Phan Kim Liên  | Lãnh đạo thành phố      |         |
| 2018 | 红海行动         | Điệp vụ Biển Đỏ               | Cục trưởng Trịnh        |         |
| 2019 | 我和我的祖国     | Tôi Và Tổ Quốc Của Tôi        | Trần Học Nguyên         |         |
| 2021 | 空中之城         | Không khí trong thành phố     | Lục Bách Thừa           |         |
| 2021 | 玩命三日         | Ba ngày trốn chạy             | Uông Dã                 |         |

### Lồng tiếng
| Năm  | Tên                                        | Vai                              | Đạo diễn      | Hợp tác | Loại                            |
| ---- | ------------------------------------------ | -------------------------------- | ------------- | --- | ------------------------------- |
| 2014 | Tần thời Minh Nguyệt - Long đằng vạn lý 3D | Vệ Trang (hình thái bình thường) | Thẩm Lạc Bình | Phùng Tuấn Hoa, Thẩm Đạt Uy, Quý Quan Lâm, Chu Cát, Lưu Khâm, Ngô Lỗi, Hoàng Oanh, Vương Tiêu Binh, Ttrình Ngọc Châu, Mạnh Tường Long, Du Quân, Địch Phỉ Phỉ, Triệu Kiền Cảnh, Chung Hữu Đạo | Phim hoạt hình (Animated movie) |

## Giải thưởng
| Năm  | Lễ trao giải | Hạng mục                                   | Tác phẩm                                                    | Kết quả   | Ghi chú |
| ---- | --- | ------------------------------------------ | ----------------------------------------------------------- | --------- | ------- |
| 1999 | Giải Kim Phượng | Giải học thuật                             | Không ngủ được                                              | Đoạt giải |         |
| 2008 | Liên hoan phim quốc tế Berlin                                                                                        | Giải Gấu bạc cho kịch bản xuất sắc nhất    | Tả hữu                                                      | Đoạt giải |         |
| 2010 | Tạp chí New Weekly - Danh sách truyền hình Trung Quốc 2009                                                           | Gương mặt Trung Quốc hàng năm              |                                                             | Đoạt giải |         |
| 2010 | Hoa Đỉnh | Nam diễn viên xuất sắc nhất                | Tôi là chủ nhân                                             | Đoạt giải |         |
| 2010 | Nhạc kịch Quảng Đông Bắc Kinh                                                                                        | Chí hữu                                    |                                                             | Đoạt giải |         |
| 2011 | Liên hoan phim phương Đông                                                                                           | Diễn viên có sức ảnh hưởng nhất            |                                                             | Đoạt giải |         |
| 2011 | Liên hoan truyền hình Thượng Hải                                                                                     | Nam diễn viên xuất sắc nhất                | Tá thương                                                   | Đoạt giải | [ 19 ]  |
| 2011 | Bắc Kinh News·Thời trang phương Đông Trung Quốc 2011                                                                 | 50 Nam diễn viên truyền hình đẹp nhất      |                                                             | Đoạt giải |         |
| 2011 | Sohu Phim truyền hình mùa Đông                                                                                       | Nam diễn viên xuất sắc nhất                |                                                             | Đoạt giải |         |
| 2011 | Danh sách đỏ BQ | Nam diễn viên có giá trị nhất hàng năm     |                                                             | Đoạt giải |         |
| 2012 | Phương tiện truyền thông Trung Quốc ảnh hưởng của Trung Quốc 2011 Liên hoan thời trang - Phim truyền hình Trung Quốc | Nam diễn viên xuất sắc nhất                |                                                             | Đoạt giải |         |
| 2012 | Liên hoan truyền hình Thượng Hải                                                                                     | Nam diễn viên xuất sắc nhất                | Vách đá                                                     | Đề cử     | [ 20 ]  |
| 2012 | Liên hoan phim Hoành Điếm - Giải Kim Ngưu                                                                            | Nam diễn viên xuất sắc nhất                | Tá thương                                                   | Đoạt giải |         |
| 2012 | Hoa Đỉnh | Ngôi sao được khán giả toàn quốc yêu thích |                                                             | Đoạt giải |         |
| 2012 | Hoa Đỉnh | Nam diễn viên truyền hình xuất sắc nhất    | Vách đá                                                     | Đoạt giải |         |
| 2012 | Liên hoan truyền hình quốc tế Macau - Giải Bông Sen Vàng                                                             | Nam diễn viên xuất sắc nhất                | Vách đá                                                     | Đoạt giải |         |
| 2012 | Giải Quốc Kịch Thịnh Điển                                                                                            | Nam diễn viên xuất sắc nhất                |                                                             | Đoạt giải |         |
| 2013 | Ủy ban khen thưởng Đạo diễn truyền hình Trung Quốc                                                                   | Diễn viên truyền hình xuất sắc nhất        | Vách đá                                                     | Đoạt giải |         |
| 2013 | Liên hoan phim truyền hình hàng năm đài truyền hình CCTV                                                             | Top 10 diễn viên của năm                   |                                                             | Đoạt giải |         |
| 2013 | Liên hoan truyền hình Thượng Hải                                                                                     | Nam diễn viên xuất sắc nhất                | Phù trầm                                                    | Đoạt giải | [ 5 ]   |
| 2013 | Lễ hội nghệ thuật truyền hình nông thôn mới                                                                          | Nam diễn viên xuất sắc nhất                | Cảnh sát thị trấn Doanh Bàn                                 | Đoạt giải |         |
| 2013 | Giải Kim Phượng | Giải học thuật                             | Kiến Đảng Vĩ Nghiệp                                         | Đoạt giải |         |
| 2013 | Phi thiên | Nam diễn viên xuất sắc nhất                | Cảnh sát thị trấn Doanh Bàn, Vách đá, Tâm thuật và Phù trầm | Đoạt giải | [ 6 ]   |
| 2014 | Kim Ưng | Nam diễn viên nổi tiếng nhất               | Cảnh sát thị trấn Doanh Bàn                                 | Đoạt giải | [ 21 ]  |
| 2014 | Kim Ưng | Nam diễn viên được yêu thích nhất          | Cảnh sát thị trấn Doanh Bàn                                 | Đoạt giải | [ 21 ]  |
| 2014 | Đêm truyền hình iQiyi                                                                                                | Diễn viên xuất sắc nhất                    |                                                             | Đoạt giải | [ 22 ]  |
| 2014 | Quốc Kịch Thịnh Điển                                                                                                 | Nam diễn viên xuất sắc nhất                | Nhất phó Nhị chủ                                            | Đoạt giải | [ 23 ]  |
| 2015 | Sản xuất phim truyền hình Thượng Hải                                                                                 | Vua phim truyền hình                       |                                                             | Đoạt giải |         |
| 2015 | Giải Truyền hình châu Á                                                                                              | Nam diễn viên xuất sắc nhất                | Lễ cúng 49 ngày                                             | Đoạt giải | [ 24 ]  |
| 2017 | Hiệp hội Đạo diễn phim Trung Quốc                                                                                    | Diễn viên của năm                          | Tôi không phải Phan Kim Liên                                | Đề cử     | [ 25 ]  |
| 2017 | Liên hoan truyền hình quốc tế Macau - Giải hoa sen vàng                                                              | Nam diễn viên xuất sắc nhất                | Bạch Lộc Nguyên                                             | Đề cử     | [ 26 ]  |
| 2018 | Liên hoan truyền hình Thượng Hải                                                                                     | Nam diễn viên xuất sắc nhất                | Bạch Lộc Nguyên                                             | Đề cử     | [ 27 ]  |
| 2018 | Kim Ưng | Nam diễn viên được yêu thích nhất          | Bạch Lộc Nguyên                                             | Đề cử     | [ 28 ]  |
| 2019 | Asian Rainbow Festival                                                                                               | Nam diễn viên được yêu thích nhất          | Bạch Lộc Nguyên                                             | Đoạt giải |         |
| 2021 | Liên hoan truyền hình Thượng Hải                                                                                     | Nam diễn viên xuất sắc nhất                | Trang Đài                                                   | Đề cử     |         |
| 2021 | Liên hoan truyền hình Thượng Hải                                                                                     | Nam diễn viên phụ xuất sắc nhất            | Sơn Hải Tình                                                | Đề cử     |         |